# Idris Elba
Idrissa Akuna "Idris" Elba OBE (London, 1972. szeptember 6. - ) Golden Globe-díjas angol színész, producer, forgatókönyvíró, énekes-dalszerző, rapper és DJ.
Emlékezetes alakításai voltak a Drót és a Luther című televíziós drámasorozatokban, továbbá címszereplőként a Mandela: Hosszú út a szabadságig (2013) című életrajzi filmben.
Egyéb filmjei közé tartozik a Ridley Scott által rendezett az Amerikai gengszter (2012) és a Prometheus (2012), valamint a Tűzgyűrű (2013) és az Elit játszma (2017). Ő keltette életre a Heimdall nevű képregényszereplőt a Thor (2011), a Thor: Sötét világ (2013) és a Thor: Ragnarök (2017), továbbá a Bosszúállók: Ultron kora (2015) és a Bosszúállók: Végtelen háború (2018) című szuperhősfilmekben. Hontalan fenevadak (2015) című filmjével mellékszereplőként Golden Globe- és BAFTA-jelöléseket szerzett.
Szinkronszínészként 2016-ban hangját kölcsönözte a Zootropolis – Állati nagy balhé, A dzsungel könyve és a Szenilla nyomában című animációs filmekben. Ugyanebben az évben a Star Trek: Mindenen túl című sorozatban is feltűnt. 2018-ban debütált rendezőként Yardie című bűnügyi filmdrámájával.
Elba a legjobban fizetett színészek közé tartozik. A színészet mellett DJ Big Driis (illetve Big Driis the Londoner) néven DJ-skedik és R&B zenészként is aktív.

## Fiatalkora
Idrissa Akuna Elba 1972. szeptember 6-án született a Londonban található Hackney kerületben, Winston és Eve fiaként. Apja Sierra Leone-i származású, míg anyja ghánai. Elba szülei Sierra Leonéban házasodtak össze, majd később Londonba költöztek. Elba Hackney-ben és East Ham-ben nevelkedett, a Canning Town-i iskolában rövidítette keresztnevét "Idris" -re, ahol először kezdett tanulni színészetet. A Stage-nek köszönheti, ami megadta neki az első nagy áttőrést, miután látott egy reklámhírdetést; részt vett a meghallgatáson és találkozott első ügynökével, amikor először fellépett. 1986-ban segíteni kezdett egy nagybácsi esküvői DJ bizniszében; egy éven belül pedig megalapította saját DJ társaságát néhány barátjával. Elba 1988-ban hagyta ott az iskolát, és 1500 fontért a Prince's Trust támogatásának köszönhetően helyet kapott a Nemzeti Ifjúsági Zene Színházban. Korai pályafutása során betöltött szerepei között különös munkákat végzett, beleértve a gumiabroncs-cserélést, a hideghívást és az éjszakai műszakot a Ford Dagenhamnél. Kamaszkorában éjszakai klubokban dolgozott DJ "Big Driis" becenév alatt, de húszas évei elején elkezdett meghallgatásokra járni televíziós szerepekre.

## Pályafutása

### Egyéb munkák

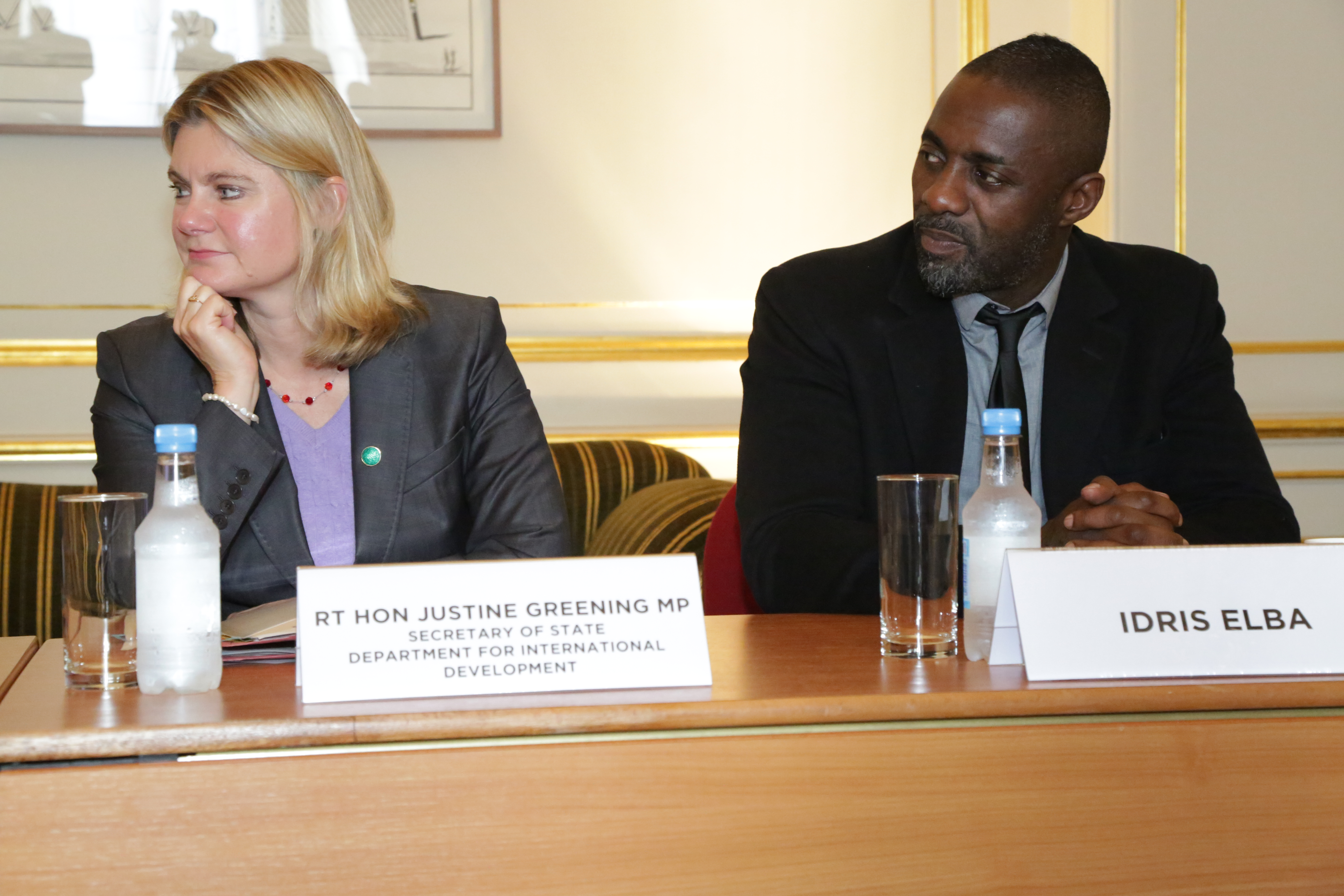
Elba és Justine Greening brit kabinetminiszter a diaszpóra képviselőivel tartott találkozón a "Defeating Ebola in Sierra Leone" konferencián Londonban, 2014 októberében.

2014 októberében Elba bemutatta a BBC Radio 2-n a Journey Dot Africa with Idris Elba című sorozatot, amely az afrikai zenének minden stílusát bemutatja. Elba 2013-ban, 2014-ben, 2015-ben, 2016-ban és 2019-ben is szerepelt a Sky box-sorozat különféle televíziós reklámjaiban. Együttműködött az Egyesült Királyság parlamentjével az Ebola nyugat-afrikai felszámolása érdekében tett erőfeszítéseiben, és 2014-ben Justine Greening nemzetközi fejlesztési államtitkárral is együtt dolgozott.
Elba volt a házigazdája a The Best FIFA Football Awards 2017 rendezvénynek a londoni Palladiumban 2017. október 23-án. A műsor alatt készített egy szelfit "a világ legjobb csapatával", amelyben Lionel Messi, Cristiano Ronaldo és Neymar is szerepelt.
Az az ötlete támadt, hogy az Idris Elba Presents mi Mandela című albumának zenéjét show-műsorrá alakítsa, amiből végül egy Tree című előadás született, amelyet 2019-ben mutattak be a Manchesteri Nemzetközi Fesztiválon. Azonban a mű szerzőségét vitatták.

### Kickboxolás
A Discovery Channel dokumentumfilmet készített Idris Elba: Harcos címmel, Elba 12 hónapos kick-box és vegyes harcművészeti edzésének történetéről, Kieran Keddle Muay Thai edző vezetésével, amelynek csúcspontja Elba első szakmai kick-box küzdelme, majd győzelme volt a tapasztaltabb holland fiatalabb ellenfél, Lionel Graves ellen a londoni York Hallban.
| \| Dátum \| Eredmény \| Ellenfél \| Esemény \| Helyzet \| Módszer \| Menet \| Idő \| Rekord \| \| 2016. augusztus 28. \| Győzelem \| Lionel Graves \| Road to Glory UK \| London, United Kingdom \| TKO \| 1 \| N/A \| 1–0 \| Legend: Győzelem Vereség Döntetlen Megjegyzés |          |               |                  |                        |         |       |     |        |
| Dátum | Eredmény | Ellenfél      | Esemény          | Helyzet                | Módszer | Menet | Idő | Rekord |
| 2016. augusztus 28. | Győzelem | Lionel Graves | Road to Glory UK | London, United Kingdom | TKO     | 1     | N/A | 1–0    |

## Magánélete
Elba háromszor volt házas: először Hanne "Kim" Nørgaard-tal (1999-től 2003-ig), majd Sonya Nicole Hamlinnel járt (2006-ban négy hónapig). Két gyermeke van: egy lánya Kimtől és egy fia Naiyana Garth nevű volt barátnőjétől. Elba 2017 elején kezdett randizni a szomáliai-kanadai származású Sabrina Dhowre-val. 2018. február 10-én jegyezték el egymást a Yardie című film vetítése során egy kelet-londoni moziban. 2019. április 26-án házasságot kötöttek Marrákesben.
Elba kijelentette, hogy spirituális beállítottságú, de nem vallásos. Az Arsenal FC lelkes szurkolója. 2015-ben a Discovery Channel Idris Elba: No Limits minisorozatának részeként Elba megdöntötte a Pendine Sands „Flying Mile” szárazföldi sebesség rekordját.
2009 áprilisában kinevezték a Prince's Trust nevű szervezet bűncselekmény-ellenes nagykövetévé. Támogatta azt is, hogy az Egyesült Királyság továbbra is az Európai Unió tagja maradjon.
2020. március 16-án Elba elárulta, hogy pozitív lett a koronavírus-tesztje. Feleségének, Sabrina Dhowre Elbának szintén pozitív lett a tesztje. Karantén ideje alatt megjegyezte, hogy egész életében asztmában szenvedett, így a betegség magas kockázati kategóriába sorolta. Március 31-én Elba bejelentette, hogy Sabrina és ő is elérte a kéthetes karanténidőszakot.

## Filmográfia

### Film
Vezető filmproducer
| Év   | Magyar cím                              | Eredeti cím                           | Szerep                           | Magyar hang         | Rendező                        |
| ---- | --------------------------------------- | ------------------------------------- | -------------------------------- | ------------------- | ------------------------------ |
| 1999 | Az anyósom                              | Belle maman                           | Grégoire                         | Kőszegi Ákos        | Gabriel Aghion                 |
| 2000 | Szétcsúszva                             | Sorted                                | Jam                              | Garai Róbert        | Alexander Jovy                 |
| 2001 | Buhersereg                              | Buffalo Soldiers                      | Kimborough                       |                     | Gregor Jordan                  |
| 2003 | Raszta szerelem                         | One Love                              | Aaron                            |                     | Don Letts                      |
| 2005 | Gospel                                  | The Gospel                            | Charles Frank tiszteletes        |                     | Rob Hardy                      |
| 2005 | Április Ruandában                       | Sometimes in April                    | Augustin Muganza                 | Vass Gábor          | Raoul Peck                     |
| 2007 | Apu boldogsága                          | Daddy's Little Girls                  | Monty James                      | Király Attila       | Tyler Perry                    |
| 2007 | A tíz csapás                            | The Reaping                           | Ben                              | Schneider Zoltán    | Stephen Hopkins                |
| 2007 | 28 héttel később                        | 28 Weeks Later                        | Stone tábornok                   | Zágoni Zsolt        | Juan Carlos Fresnadillo        |
| 2007 | Amerikai gengszter                      | American Gangster                     | Tango                            | Faragó András       | Ridley Scott (1)               |
| 2007 | Családi karácsony                       | This Christmas                        | Quentin Whitfield, Jr.           |                     | Preston A. Whitmore II         |
| 2008 | Szalagavató                             | Prom Night                            | Winn nyomozó                     | Welker Gábor        | Nelson McCormick               |
| 2008 | Spíler                                  | RocknRolla                            | Motyesz                          | Szabó Győző         | Guy Ritchie                    |
| 2008 | Magánalku                               | The Human Contract                    | Larry                            | Király Attila       | Jada Pinkett Smith             |
| 2009 | A túlvilág szülötte                     | The Unborn                            | Arthur Wyndham                   | Vári Attila         | David S. Goyer                 |
| 2009 | Őrült szenvedély                        | Obsessed                              | Derek Charles                    | Fekete Ernő         | Steve Shill                    |
| 2010 |                                         | Legacy                                | Malcolm Gray                     |                     | Thomas Ikimi                   |
| 2010 | Vesztesek bosszúja                      | The Losers                            | Roque                            | Kálid Artúr         | Sylvain White                  |
| 2010 | Tökéletes bűnözők                       | Takers                                | Gordon Cozier                    | Kálid Artúr         | John Luessenhop                |
| 2011 | Thor                                    | Thor                                  | Heimdall                         | Galambos Péter      | Kenneth Branagh                |
| 2011 | A szellemlovas – A bosszú ereje         | Ghost Rider: Spirit of Vengeance      | Moreau                           | Varga Rókus         | Mark Neveldine és Brian Taylor |
| 2012 | Prometheus                              | Prometheus                            | Janek kapitány                   | Galambos Péter      | Ridley Scott (2)               |
| 2013 | Tűzgyűrű                                | Pacific Rim                           | Stacker Pentecost                | Galambos Péter      | Guillermo del Toro             |
| 2013 | Thor: Sötét világ                       | Thor: The Dark World                  | Heimdall                         | Barabás Kiss Zoltán | Alan Taylor                    |
| 2013 | Mandela: Hosszú út a szabadságig        | Mandela: Long Walk to Freedom         | Nelson Mandela                   | Kálid Artúr         | Justin Chadwick                |
| 2014 | Tomboló bosszúvágy                      | No Good Deed                          | Colin Evans                      | Király Attila       | Sam Miller                     |
| 2014 |                                         | Second Coming                         | Mark                             |                     | debbie tucker green            |
| 2015 | Gunman                                  | The Gunman                            | Jackie Barnes                    | Barabás Kiss Zoltán | Pierre Morel                   |
| 2015 | Bosszúállók: Ultron kora                | Avengers: Age of Ultron               | Heimdall                         | Barabás Kiss Zoltán | Joss Whedon                    |
| 2015 | Hontalan fenevadak                      | Beasts of No Nation                   | parancsnok                       |                     | Cary Joji Fukunaga             |
| 2016 | Zootropolis – Állati nagy balhé         | Zootopia                              | Bogó rendőrfőnök (hangja)        | Galambos Péter      | Byron Howard                   |
| 2016 | Zootropolis – Állati nagy balhé         | Zootopia                              | Bogó rendőrfőnök (hangja)        | Galambos Péter      | Rich Moore                     |
| 2016 | A dzsungel könyve                       | The Jungle Book                       | Sír Kán (hangja)                 | Galambos Péter      | Jon Favreau                    |
| 2016 | A forradalom napján                     | Bastille Day                          | Sean Briar                       | Galambos Péter      | James Watkins                  |
| 2016 | Szenilla nyomában                       | Finding Dory                          | Mázli (hangja)                   | Bognár Tamás        | Andrew Stanton                 |
| 2016 | Az új kezdet útjai                      | 100 Streets                           | Max                              | Kálid Artúr         | Jim O’Hanlon                   |
| 2016 | Star Trek: Mindenen túl                 | Star Trek Beyond                      | Krall / Balthazar Edison         | Barabás Kiss Zoltán | Justin Lin                     |
| 2017 | A Setét Torony                          | The Dark Tower                        | Roland Deschain                  | Galambos Péter      | Nikolaj Arcel                  |
| 2017 | Elit játszma                            | Molly's Game                          | Charlie Jaffey ügyvéd            | Kálid Artúr         | Aaron Sorkin                   |
| 2017 | Hegyek között                           | The Mountain Between Us               | Dr. Ben Payne                    | Galambos Péter      | Hany Abu-Assad                 |
| 2017 | Thor: Ragnarök                          | Thor: Ragnarok                        | Heimdall                         | Barabás Kiss Zoltán | Taika Waititi (1)              |
| 2018 | Bosszúállók: Végtelen háború            | Avengers: Infinity War                | Heimdall (cameo)                 | Barabás Kiss Zoltán | Anthony és Joe Russo           |
| 2018 | Yardie – A jamaikai maffia              | Yardie                                | Nem szerepel                     | –                   | Idris Elba                     |
| 2019 | Halálos iramban: Hobbs & Shaw           | Fast & Furious Presents: Hobbs & Shaw | Brixton Lore                     | Pál András          | David Leitch                   |
| 2019 | Macskák                                 | Cats                                  | Sam Mitsegél                     | Galambos Péter      | Tom Hooper                     |
| 2020 | Városi cowboy                           | Concrete Cowboy                       | Harp                             |                     | Ricky Staub                    |
| 2021 | The Suicide Squad – Az öngyilkos osztag | The Suicide Squad                     | Robert DuBois / Bloodsport       | Galambos Péter      | James Gunn                     |
| 2021 | A vadnyugat törvényei szerint           | The Harder They Fall                  | Rufus Buck                       | Galambos Péter      | Jeymes Samuel                  |
| 2022 | Sonic, a sündisznó 2.                   | Sonic the Hedgehog 2                  | Knuckles, a hangyászsün (hangja) | Schneider Zoltán    | Jeff Fowler (1)                |
| 2022 | Thor: Szerelem és mennydörgés           | Thor: Love and Thunder                | Heimdall                         | Barabás Kiss Zoltán | Taika Waititi (2)              |
| 2022 | Fenevad                                 | Beast                                 | Dr. Nate Samuels                 | Galambos Péter      | Baltasar Kormákur              |
| 2022 | Háromezer év vágyakozás                 | Three Thousand Years of Longing       | Dzsinn                           | Galambos Péter      | George Miller                  |
| 2023 | Luther: A lemenő nap                    | Luther: The Fallen Sun                | John Luther                      | Kálid Artúr         | Jamie Payne                    |
| 2023 | Tyler Rake: A kimenekítés 2.            | Extraction 2                          | Alcott (cameo)                   | Debreczeny Csaba    | Sam Hargrave                   |
| 2024 | Sonic, a sündisznó 3.                   | Sonic the Hedgehog 3                  | Knuckles, a hangyászsün (hangja) | Schneider Zoltán    | Jeff Fowler (2)                |
| 2025 | Az utolsó nagy kaland                   | Fixed                                 | Rocco (hangja)                   |                     | Genndy Tartakovsky             |
| 2025 | Államfők                                | Heads of State                        | Sam Clarke                       | Galambos Péter      | Ilya Naishuller                |

### Televízió

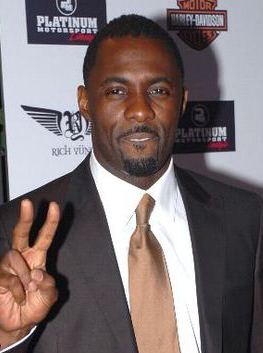
2007-ben

| Év        | Magyar cím              | Eredeti cím                                 | Szerep                           | Megjegyzések                                                  |
| --------- | ----------------------- | ------------------------------------------- | -------------------------------- | ------------------------------------------------------------- |
| 1994      | 2,4 gyerek              | 2point4 Children                            | ejtőernyős oktató                | 1 epizód                                                      |
| 1994      |                         | Space Precinct                              | pizzafutár                       | 1 epizód                                                      |
| 1994–1995 |                         | The Bill                                    | Alex Mason / Earl Lee            | 2 epizód                                                      |
| 1995      | Pusszantlak, drágám!    | Absolutely Fabulous                         | Hilton                           | 1 epizód                                                      |
| 1995      |                         | Bramwell                                    | Charlie Carter                   | 1 epizód                                                      |
| 1996      |                         | The Governor                                | Chiswick rendőrtiszt             | 6 epizód                                                      |
| 1996      |                         | Crocodile Shoes II                          | Jo-Jo                            | 1 epizód                                                      |
| 1996      |                         | The Ruth Rendell Mysteries                  | kártevőirtó / Raffy              | 4 epizód                                                      |
| 1996      |                         | Crucial Tales                               | Benton                           | minisorozat (1 epizód)                                        |
| 1997      |                         | Insiders                                    | Robinson Bennett                 | 6 epizód                                                      |
| 1997      |                         | Family Affairs                              | Tim Webster                      | 7 epizód                                                      |
| 1997      | A néma szemtanú         | Silent Witness                              | Charlie                          | 1 epizód                                                      |
| 1998      |                         | Verdict                                     | PC Brian Rawlinson               | 1 epizód                                                      |
| 1998      |                         | Ultraviolet                                 | Vaughan Rice                     | 6 epizód                                                      |
| 1999      |                         | Dangerfield                                 | Matt Gregory                     | 12 epizód                                                     |
| 2000      |                         | In Defence                                  | PC Paul Fraser                   | 1 epizód                                                      |
| 2001      |                         | London's Burning                            | Richard Frost százados           | 2 epizód                                                      |
| 2001      | Esküdt ellenségek       | Law & Order                                 | Lonnie Liston                    | 1 epizód                                                      |
| 2002      | Linley felügyelő nyomoz | The Inspector Lynley Mysteries              | Robert Gabriel                   | 1 epizód                                                      |
| 2002      | Hack – Mindörökké zsaru | Hack                                        | Mac Boone                        | 1 epizód                                                      |
| 2002–2004 | Drót                    | The Wire                                    | Russell "Stringer" Bell          | - 37 epizód - magyar hangja:{forrás - Kamarás Iván }}         |
| 2003      | CSI: Miami helyszínelők | CSI: Miami                                  | Angelo Sedaris                   | 1 epizód                                                      |
| 2003      | Bírósági mesék          | Queens Supreme                              | Carla                            | 1 epizód                                                      |
| 2003      |                         | Soul Food                                   | Smitty                           | 1 epizód                                                      |
| 2005      | Csajok                  | Girlfriends                                 | Paul Raymond                     | 1 epizód                                                      |
| 2005      | Április Ruandában       | Sometimes in April                          | Augustin Muganza                 | - tévéfilm - magyar hangja: - Vass Gábor                      |
| 2005      |                         | Jonny Zero                                  | Hodge                            | 1 epizód                                                      |
| 2006      |                         | All in the Game                             | Paul                             | tévéfilm                                                      |
| 2008      | Női szimat nyomozóiroda | The No. 1 Ladies' Detective Agency          | Charles Gotso                    | 1 epizód                                                      |
| 2009      | Office                  | Office                                      | Charles Miner                    | 7 epizód                                                      |
| 2010      | The Big C – A nagy C    | The Big C                                   | Lenny                            | 4 epizód                                                      |
| 2010      |                         | Walk Like a Panther                         | nem szerepel                     | vezető producer                                               |
| 2010–2019 | Luther                  | Luther                                      | DCI John Luther                  | - 20 epizód - társproducer - magyar hangja: - Kálid Artúr     |
| 2011      |                         | Aqua Teen Hunger Force                      | rendőrtiszt (hangja)             | 1 epizód                                                      |
| 2011      |                         | How Hip Hop Changed the World               | nem szerepel                     | vezető producer                                               |
| 2011      |                         | Demons Never Die                            | nem szerepel                     | vezető producer                                               |
| 2012      |                         | Idris Elba's How Clubbing Changed the World | önmaga                           | dokumentumfilm                                                |
| 2013      |                         | Idris Elba: King of Speed                   | önmaga                           | 2 epizód                                                      |
| 2013–2015 |                         | Playhouse Presents                          | Akuna apja / narrátor            | - 1 epizód - forgatókönyvíró és producer                      |
| 2015      |                         | Idris Elba: No Limits                       | önmaga                           | 4 epizód                                                      |
| 2017      | Gerilla                 | Guerrilla                                   | Kentoro "Kent" Abbasi            | - 4 epizód - vezető producer - magyar hangja: - Jakab Csaba   |
| 2017      |                         | Five by Five                                | Alpha Ash                        | 2 epizód (vezető producer)                                    |
| 2017      |                         | Idris Elba: Fighter                         | önmaga                           | minisorozat (vezető producer)                                 |
| 2017      |                         | The Best FIFA Football Awards 2017          | önmaga                           | különkiadás                                                   |
| 2018–2020 |                         | In the Long Run                             | Walter Easmon                    | 19 epizód (sorozat megalkotója)                               |
| 2018      |                         | The Best FIFA Football Awards 2018          | önmaga                           | különkiadás                                                   |
| 2019      | Saturday Night Live     | Saturday Night Live                         | önmaga                           | 1 epizód (Idris Elba / Khalid)                                |
| 2019      |                         | Turn Up Charlie                             | Charlie Ayo                      | - 8 epizód - megalkotó és vezető producer                     |
| 2020      |                         | Coronavirus, Explained                      | narrátor                         | 1 epizód                                                      |
| 2020      |                         | Idris Elba Meets Paul McCartney             | önmaga                           | 60 perces BBC különkiadás                                     |
| 2022      |                         | Idris Elba's Fight School                   | önmaga                           | főszereplő                                                    |
| 2022      | Zootropolis+            | Zootropolis+                                | Bogó (hangja)                    | - 1 epizód - magyar hangja: - Galambos Péter                  |
| 2023      | Az eltérített járat     | Hijack                                      | Sam Nelson                       | minisorozat főszereplője                                      |
| 2023      | Mi lenne, ha…?          | What If...?                                 | Heimdall (hangja)                | - 1 epizód - magyar hangja:[forrás?] - Barabás Kiss Zoltán    |
| 2024      | Knuckles                | Knuckles                                    | Knuckles, a hangyászsün (hangja) | - 6 epizód - társproducer - magyar hangja: - Schneider Zoltán |

### Videójátékok
| Év   | Cím                             | Szerep                | Megjegyzés      |
| ---- | ------------------------------- | --------------------- | --------------- |
| 2011 | Call of Duty: Modern Warfare 3  | SFC "Truck"           | [ 38 ]          |
| 2014 | FIFA 15                         | E3 előzetes hangja    |                 |
| 2016 | Tom Clancy's Rainbow Six: Siege | Televíziós hirdetések |                 |
| 2019 | NBA 2K20                        | Ernie Ames edző       | MyCAREER sztori |
| 2023 | Cyberpunk 2077: Phantom Liberty | Solomon Reed          |                 |

### Videóklipek
| Év   | Előadó                           | Cím                  | Szerep    | Megjegyzés              |
| ---- | -------------------------------- | -------------------- | --------- | ----------------------- |
| 2012 | Mumford & Sons                   | "Lover of the Light" | vak férfi | producer és társrendező |
| 2012 | Giggs                            | "Hustle On"          | sofőr     | producer                |
| 2014 | K Michelle                       | "***"                | N/A       | rendező                 |
| 2016 | Macklemore                       | "Dance Off"          | önmaga    | kiemelt előadó          |
| 2019 | Wiley, Sean Paul, & Stefflon Don | "Boasty"             | önmaga    | kiemelt előadó          |
| 2019 | Stormzy                          | "Vossi Bop"          | önmaga    | cameoszerep             |

## Fordítás
- Ez a szócikk részben vagy egészben  az   Idris Elba című angol Wikipédia-szócikk fordításán alapul.  Az eredeti cikk szerkesztőit annak laptörténete sorolja fel. Ez a jelzés csupán a megfogalmazás eredetét és a szerzői jogokat jelzi, nem szolgál a cikkben szereplő információk forrásmegjelöléseként.